# Carrières des Brillants

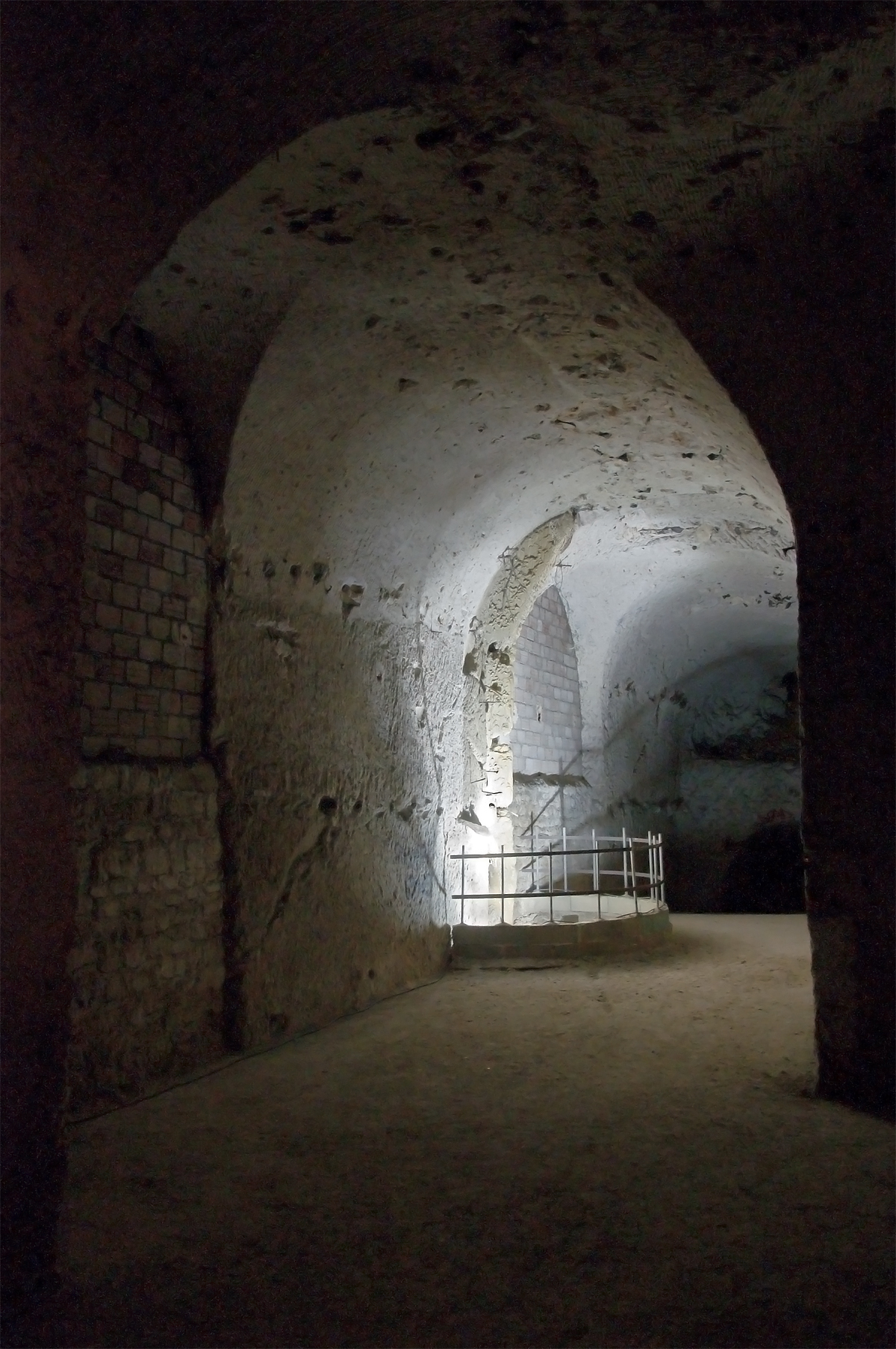
Anciennes carrières de craie sous la colline des Brillants.

Les carrières des Brillants (dites carrière Arnaudet) se situent à Meudon dans le département des Hauts-de-Seine. Elles sont constituées de nombreuses carrières de craie, dont celle de la rue du Docteur-Arnaudet, exploitée pour la première fois en 1872.  
Près de huit kilomètres de galeries, mesurant 3 à 15 mètres de haut et 3 à 4 mètres de large, reliées entre elles par d'imposants piliers sur 4 à 5 niveaux, dont 3 sont accessibles, ont été ainsi creusées dans la colline des Brillants. 
La carrière Arnaudet est classée aux Monuments historiques depuis le décret du 7 mars 1986 « portant classement parmi les sites scientifiques et artistiques ».
Outre l'extraction de la craie, les galeries témoignent : 
- d'une prouesse architecturale ;
- de l'évolution de la région parisienne pendant une dizaine de millions d'années. La craie exploitée s'est formée vers la fin du Crétacé  dans la mer de l'étage campanien, datant de 75 à 70 MA (millions d'années). Elle est recouverte par le calcaire de Meudon d'âge danien (65 MA) marquant la base des terrains tertiaires. Il manque le dernier étage du Crétacé qui a été érodé. Bel exemple de lacune. C'est ici le seul endroit d'Ile-de-France où un tel fait est visible.
- de l'activité tectonique se manifestant par la présence d'un bande faillée, prolongement de la faille de la Seine qui a guidé le cours du fleuve.
- de phénomènes karstiques développés le long du tracé de la faille en façonnant une galerie pénétrable. Cette galerie, sans entrée ni exutoire serait restée inconnue si les galeries de la carrière ne l'avaient rencontrée. Des venues d'eau issue de la surface ont donné naissance localement à nombre de concrétions : draperies, stalactites, gours, perles des cavernes et rarissimes forêts d'argile.

Il s'agit donc d'un ensemble, proche de Paris, dont la richesse scientifique et pédagogique est unique.

## Réutilisation

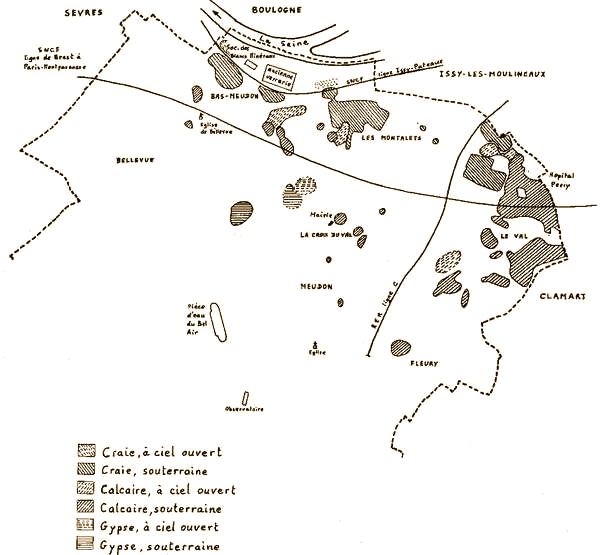
Vieille carte des carrières des Meudon de l'Inspection Générale des Carrières.

Ces carrières pourraient être encore adaptées à d'autres usages. Une entreprise de moulage de béton  a exploité ces conditions hygrométriques particulières. Un laboratoire acoustique a révélé dans les carrières une étonnante qualité d'écoute digne de sites religieux ou de grandes salles de spectacle. Ainsi, un enregistrement de chant grégorien y a été réalisé.

## Comblement
Une étude géotechnique a été réalisée à la demande de la ville de Meudon dans le cadre d'un projet d'aménagement de la colline Rodin située au-dessus des carrières. 
L'étude géotechnique a été réalisée en 2017 ; elle montrerait que l'état de stabilité global de la colline des brillants est précaire. 
Le projet de comblement prévoit de combler 45 % de la surface de la carrière, classée « site scientifique et artistique. Seule 10 % de la carrière sera potentiellement accessible au public à la suite du comblement. Son budget est estimé à six millions d’euros.
Des associations contestent le projet de comblement  par des déblais de chantier (comme ceux des projets du Grand Paris). Les carrières sont aujourd'hui défendues par plusieurs associations de la ville de Meudon qui souhaitent les préserver,.
Selon le journal le Monde, "Les opposants insistent aussi sur le fait que l’Ineris reconnaît qu’il s’agit de travaux théoriques qui ne prennent pas en compte « divers éléments expliquant la parfaite stabilité de la carrière depuis cent cinquante ans ». Dans un autre rapport, de mai 2017, l’Ineris indique qu’« en vingt-cinq ans, l’état (constaté visuellement) de la carrière n’a pas significativement évolué ». Et reconnaît que « les galeries ont été modélisées avec un toit horizontal, ce qui implique un facteur de sécurité plus pessimiste qu’il ne le serait avec un toit voûté », forme que l’on rencontre dans les galeries de la carrière Arnaudet".
Le 22 octobre 2020, le tribunal administratif de Cergy-Pontoise a annulé l'autorisation de travaux du ministère de la transition écologique qui permettait à la ville de Meudon de combler la carrière,,.
Le 21 juillet 2021, la mairie et le ministre de la transition écologique gagnent en appel afin de récupérer le droit de combler une partie des carrières,. Les travaux démarrent en juin 2022, malgré le pourvoi en cassation toujours en cours.
Le 9 avril 2022, une manifestation est organisée par un collectif rassemblant une dizaine d'associations de protection du patrimoine et de l'environnement (dont Sites et Monuments, Vivre à Meudon, Alternatiba, Youth for Climate, Terres de luttes, France Nature Environnement…).
Le 15 mai 2022, une marche entre la mairie de Meudon et la colline Rodin est organisée par les mêmes associations, rassemblant plusieurs centaines de personnes. 
Un rassemblement est organisé en juillet 2022 devant le ministère de la culture, propriétaire d'une partie du site (20%),. Le lendemain, le Ministère propose une réunion aux associations, au cours de laquelle il ne leur est proposé que d'assister aux travaux de comblement.